# میرشاهی
میرشاهی یکی از سه فرزند سیدعبدالکریم مرعشی‌نجفی بود.سادات مرعشی به عنوان نوادگان علی‌ابن‌الحسین(زین‌العابدین) مشهور هستند که درزمان خلافت‌عثمانی و صفویه به تدریج به ایران مهاجرت کرده‌اند و خلافت‌مرعشیان‌مازندران‌را راه‌اندازی کردند.
نسب مرعشیان به صورت مرعشی‌الزیدی‌الحسینی‌العلوی‌الهاشمی‌القریشی است که در نهایت به علی‌ابن‌ابی‌طالب داماد و پسرعموی محمد،پیامبر اسلام میرسد.
وی دو برادر دیگر هم داشت که بزرگ‌ترین آنان «میرسلطان محمود» بود، که داماد ملک بهمن یکم پادوسبانی بوده‌است. پس از مرگ عبدالکریم دوم جمعی سلطان‌محمود را به عنوان جانشین پدر برگزیدند. جمعی دیگر نیز میرشاهی، که ولیعهد بود، بر تخت نشاندند و از امرا و اعیان برایش بیعت گرفتند. میرسلطان محمود و ملک بهمن در حال جمع‌آوری سپاه برای لشکرکشی به مازندران بودند که میرسلطان محمود درگذشت و میرشاهی بدین‌ترتیب بدون جنگ به حکومت رسید.
میرشاهی از ابتدا با آقامحمدروزافزون درگیر بود و سرانجام آقامحمد توانست طی چند نبرد با میرشاهی، وی را شکست دهد. پس از آن میرشاهی به شاه تهماسب یکم صفوی متوسل شد. وی در حال بازگشت بود که در دماوند توسط «مظفربیگ ترکمان» از ملازمان آقامحمد کشته شد.
هم اکنون فرزندان میرشاهی در خراسان ( زیدیه) ،گلستان (امامیه) و در سیستان و کرمان (شیعه و سنی) زندگی میکنند که جمعیتی بالغ بر ۲۰۰۰۰ هزار نفر را درمجموع دارند.